# Pelourinho de Alpedrinha
O Pelourinho de Alpedrinha localiza-se na freguesia de Alpedrinha, no município do Fundão, distrito de Castelo Branco, em Portugal.
Encontra-se classificado como Imóvel de Interesse Público desde 1933.
Foi erguido em 1675, cinco anos antes da construção da Casa da Câmara, aquando da promoção de Alpedrinha a sede do concelho por D. Pedro, então ainda regente. Restaurado em 1934, assenta num soco de três degraus e apresenta um fuste de secção quadrangular com os ângulos chanfrados. O capitel jónico, de onde ainda se projectam os ferros das forvcas, é sobrepujado por um bloco paralelepipédico, ostentando nas faces o escudo nacional, a esfera armilar e uma inscrição alusiva à sua edificação. O conjunto termina numa pirâmide de vértice interrompido por uma esfera.